# 長野県道295号平田新橋線
長野県道295号平田新橋線（ながのけんどう295ごう ひらたしんばしせん）は、長野県松本市を走る一般県道。国道19号の旧道とほぼ重なっている。柳橋交差点から栄橋交差点までの区間は、北行きの一方通行となっている。

## 概要

### 路線データ
- 起点：長野県松本市平田東1丁目（平田交差点）
- 終点：長野県松本市新橋（新橋交差点）
- 車線数：2車線

### 重複区間
- 長野県道289号寺村南松本停車場線（松本市平田東1丁目、寿橋西交差点・松本市出川町、信号無交差点間）
- 長野県道297号兎川寺鎌田線（松本市庄内1丁目、庄内町交差点・松本市本庄1丁目、本庄一丁目東交差点間）
- 国道143号（松本市深志2丁目、深志二丁目交差点・松本市中央1丁目、中央一丁目交差点間）
- 長野県道23号松本停車場線（松本市深志2丁目、深志二丁目交差点・松本市中央1丁目、松本駅前交差点間）

## 地理
周辺には、田川や薄川などがある。
- ホテルブエナビスタ
- 松本駅

### 通過する自治体
- 長野県
  - 松本市

### 交差する道路
- 国道19号（松本市平田東1丁目＝平田交差点、起点）
- 長野県道289号寺村南松本停車場線（松本市平田東1丁目、寿橋西交差点・松本市出川町、信号無交差点間）
- 国体道路（やまびこ道路）（松本市出川町＝出川町交差点）
- 長野県道297号兎川寺鎌田線（松本市庄内1丁目、庄内町交差点・松本市本庄1丁目、本庄一丁目東交差点間）
- 国道143号（松本市深志2丁目、深志二丁目交差点・松本市中央1丁目、中央一丁目交差点間）
- 国道19号・国道147号（松本市新橋＝新橋交差点、終点）